# Царевна Софья (картина)

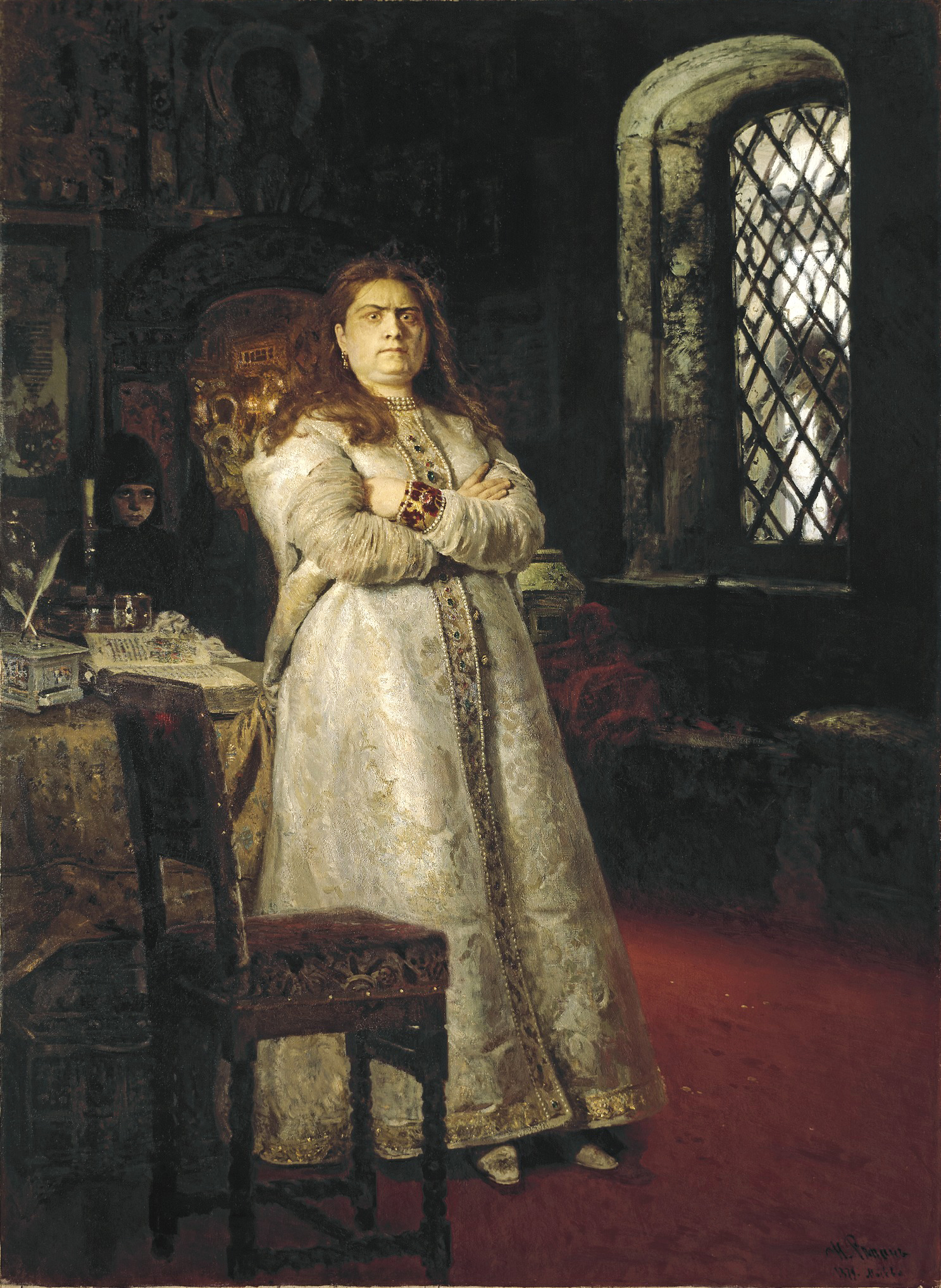
Царевна Софья Алексеевна через год после заключения её в Новодевичьем монастыре, во время казни стрельцов и пытки всей её прислуги в 1698 году. 1879. Холст, масло. Государственная Третьяковская галерея, Москва

«Правительница царевна Софья Алексеевна через год после заключения её в Новодевичьем монастыре во время казни стрельцов и пытки всей её прислуги в 1698 году», обычно просто «Царевна Софья» — картина русского художника Ильи Репина, впервые выставленная в 1879 году. Хранится в Третьяковской галерее в Москве.

## Изображение
На картине изображена царевна Софья Алексеевна, дочь царя Алексея Михайловича, которая в 1682—1689 годах правила Россией от имени своих младших братьев Ивана V и Петра I. Пётр отстранил её от власти и отправил в Новодевичий монастырь. В 1698 году, когда стрельцы подняли очередной бунт, царь был уверен, что Софья к этому причастна. Он допрашивал сестру и пытал её слуг, а нескольких мятежников повесили прямо перед окнами её кельи. Надёжные данные о вине царевны так и не появились, Софья была пострижена в монахини и умерла в 1704 году.
Художник изобразил Софью стоящей в келье со скрещенными руками. На заднем плане видна фигура монахини, в окне — голова повешенного стрельца.

## Создание
Исследователи полагают, что для более глубокого погружения в тему Репин выбирал квартиры поближе к Новодевичьему монастырю: сначала он жил в Тёплом переулке, затем — в Большом Трубном переулке.
Работа над картиной продолжалась больше года (1878—1879). Репин много времени проводил вне мастерской, изучая исторические документы и материалы, которые для него подбирал в Петербурге Стасов. Для детального знакомства с аксессуарами художник посещал музеи и костюмерные мастерские театров, делая там множество зарисовок. Для Софьи Репину позировали мать Валентина Серова Валентина Семёновна, сестра композитора Павла Бларамберга Елена Апрелева и портниха, имя которой неизвестно. Жена Репина Вера Алексеевна собственноручно шила платье по эскизам, принесённым из Оружейной палаты.

## Оценки
Несмотря на объём проделанной работы, новая картина Репина, показанная на передвижной выставке в 1879 году, восторга у друзей художника не вызвала. Тот же Стасов, вложивший немало сил в её создание, писал, что для образа Софьи у Ильи Ефимовича «не нашлось нужных элементов», а потому он «вынужден был сочинять „позу“». Разочарован был и Мусоргский, который признался, что увидел на полотне «бабу не толстоватенькую, а всю расплывшуюся до того, что при её огромной величине (по картине) зрителям было мало места». Едва ли не единственным из близких людей, поддержавших Репина, оказался Крамской, назвавший «Софью» исторической картиной.
По словам искусствоведа В. Н. Москвинова, «с технической стороны „Царевна Софья“ исполнена мастерски»: «Фигура царевны и серебряная парча её платья, и полумрак тесной и душной кельи, и прекрасно переданная борьба тёплого лампадного света с холодным дымчатым светом, струящимся из узкого окна, и фигура испуганной послушницы в глубине…».